# Alex Acker
Alex Acker (Compton, Califòrnia, 21 de gener de 1983), és un jugador professional de bàsquet estatunidenc, que mesura 196 cm i pesa 84 kg. La seva posició al camp és la d'escorta

## Carrera esportiva
Acker era alumne de la Universitat de Pepperdine i va ser triat en la segona ronda del Draft de l'NBA del 2005 pels Detroit Pistons. Va ser assignat a la D-League pels Fayetteville Patriots el 27 de febrer del 2006. La temporada 2006-2007 va jugar a l'Olimpiakos BC de la Lliga Grega, equip amb el qual va fer una mitjana de 16,5 punts i 7,5 rebots en l'Eurolliga i 11 punts i 3,5 rebots en la lliga grega.
A l'agost de 2007 va fitxar per l'AXA FC Barcelona, com a substitut de "la bomba" Juan Carlos Navarro. El 22 d'agost del 2007 el Barcelona descartà el seu fitxatge perquè el jugador no passà la revisió mèdica per problemes al seu genoll dret. Finalment, a la fi d'agost del 2007, firmà per l'AXA FC Barcelona, amb possibilitat de ser tallat en el mes de desembre, per una temporada. Començà la temporada lesionat, però es va recuperar a mitjans de desembre i així evità marxar del Barça aquell any.